# باشگاه فوتبال داچیا کیشیناو
باشگاه فوتبال داچیا کیشیناو (انگلیسی: FC Dacia Chișinău) یک باشگاه فوتبال در شهر کیشیناو مولداوی بود. این باشگاه در لیگ ملی فوتبال مولداوی بازی می‌کرد. این باشگاه از سال ۱۹۹۹ تا ۲۰۱۷ فعالیت می‌کرد.

## افتخارات

### داخلی

#### لیگ
- لیگ ملی فوتبال مولداوی
  - قهرمان (۱): ۲۰۱۰–۱۱
  - نایب قهرمان (۷): ۲۰۰۷–۰۸, ۲۰۰۸–۰۹, ۲۰۱۱–۱۲, ۲۰۱۲–۱۳, ۲۰۱۴–۱۵, ۲۰۱۵–۱۶, ۲۰۱۶–۱۷
- Divizia A
  - قهرمان (۱): ۲۰۰۱–۰۲

#### حذفی
- جام حذفی فوتبال مولداوی
  - نایب قهرمان (۴): ۰۵-۲۰۰۴, ۲۰۰۸–۰۹, ۲۰۰۹–۱۰, ۲۰۱۴–۱۵
- سوپر جام فوتبال مولداوی
  - قهرمان (۱): سوپر جام فوتبال مولداوی

## تاریخچه مربیان
- Igor Ursachi (۱۹۹۹–۲۰۰۳)
- Emil Caras (۲۰۰۳ – ۳ مه ۲۰۰۸)
- Vasile Coșelev (مربی موقت) (۳ مه ۲۰۰۸ – ۲ اکتبر ۲۰۰۸)
- Roman Pylypchuk (۲ اکتبر ۲۰۰۸ – ۳۱ اوت ۲۰۰۹)
- Sergiu Botnaraș (مربی موقت) (۱ سپتامبر ۲۰۰۹ – ۱۰ دسامبر ۲۰۰۹)
- Veaceslav Semionov (مربی موقت) (۲۳ دسامبر ۲۰۰۹ – ۵ ژوئیه ۲۰۱۰)
- ایگور دوبروولسکی (۵ ژوئیه ۲۰۱۰ – ۷ مه ۲۰۱۲)
- Igor Negrescu (مربی موقت) (۷ مه ۲۰۱۲ – ۴ ژوئن ۲۰۱۲)
- ایگور دوبروولسکی (۴ ژوئن ۲۰۱۲ – ۸ ژوئن ۲۰۱۳)
- Igor Negrescu (۸ ژوئن ۲۰۱۳ – ۹ ژانویه ۲۰۱۴)
- Dejan Vukićević (۹ ژانویه ۲۰۱۴ – ۲ نوامبر ۲۰۱۴)
- Veaceslav Semionov (مربی موقت) (۲ نوامبر ۲۰۱۴ – ۲۰ ژانویه ۲۰۱۵)
- Oleg Kubarev (۲۰ ژانویه ۲۰۱۵ – ۹ مارس ۲۰۱۵)
- Veaceslav Semionov (مربی موقت) (۹ مارس ۲۰۱۵ – ۲۶ آوریل ۲۰۱۵)
- ایگور دوبروولسکی (۲۶ آوریل ۲۰۱۵ – ۴ اوت ۲۰۱۵)
- Oleg Valeriyovych Bezhenar (۴ اوت ۲۰۱۵ – ۲۰۱۷)